# 乌哈拉斯
乌哈拉斯是哥斯达黎加中部卡塔戈省奥罗西谷的一个村落及历史遗址。与卡奇湖另一侧的卡奇接壤。该地区有咖啡和花卉种植园。地标性建筑有卡奇坝、塔盘缇国家公园、兰开斯特植物园等。